# Paul Günther Lorentz

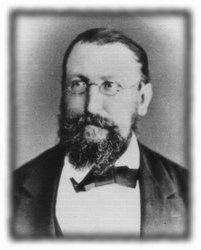
Paul Günther Lorentz

Paul Günther Lorentz, auch als Pablo Lorentz geführt, (* 30. August 1835 in Kahla; † 6. Oktober 1881 in Concepción del Uruguay), in Südamerika und dem spanischen Sprachraum bekannt als Pablo Lorentz, war ein deutscher Botaniker, der sich vor allem auf die Bryologie, also die Sammlung und Erforschung der Moose, spezialisierte. Bekanntheit erreicht er vor allem durch seine botanischen Sammlungen in Südamerika, wo er mehr als tausend der Wissenschaft bis dahin nicht bekannte Arten von Gefäßpflanzen, Moosen und Flechten sammelte. Sein botanisches Autorenkürzel lautet „Lorentz“.

## Leben
Paul Günther Lorentz war der Sohn des Lokalpolitikers und Pfarrerssohns Heinrich Moritz Lorentz, der als Landrichter in Kahla, Stadtschultheiß in Ronneburg, Kreisamtsmann in Kahle und Gemeinderat in Altenburg tätig war, und dessen Frau Emma, Tochter des Geheimen Hofrats Karl August Schubart. 1880 heiratete Lorentz Johanna Franz.
Lorentz begann sein Studium der Theologie in Jena und hörte nebenher Botanikkurse bei Matthias Jacob Schleiden. Die Fortsetzung des Studiums erfolgte in Erlangen und hier setzte er auch seine botanischen Studien bei Adalbert Schnizlein fort. Als Kandidat der Wissenschaft Theologie beendete er sein Theologiestudium 1858 in Altenburg und konzentrierte sich nachfolgend vollständig auf die Botanik. Zu diesem Zweck ging er im gleichen Jahr nach München und studierte bei Carl Wilhelm von Nägeli an der Ludwig-Maximilians-Universität, bei dem er 1860 mit seiner Promotionsschrift Beiträge zur Biologie und Geographie der Moose promoviert wurde.
Von 1860 bis 1869 arbeitete Lorentz in München und konzentrierte sich auf die Biologie der Moose. 1864 wurde er Privatdozent für Botanik und 1870 ging er als Professor für Botanik an die neugegründete Naturwissenschaftliche Fakultät der Universität in Córdoba, Argentinien. Von hier aus unternahm er eine Reihe von Forschungs- und Sammelreisen in das argentinische Hinterland. 1874 wurde er, gemeinsam mit einer Reihe weiterer Wissenschaftler aus Deutschland, aus politischen Gründen gekündigt. Später wurde er Gymnasialprofessor am Colegio Nacional in Concepción del Uruguay. Auch von hier aus führte er bis zu seinem Tod zahlreiche Sammelreisen aus. Lorentz starb 1881 in Concepción del Uruguay.
Sein Assistent in Córdoba war ab 1873 Georg Hans Emmo Wolfgang Hieronymus.

## Werk
Während seiner Zeit in München von 1860 bis 1869 konzentrierten sich die Forschungen von Lorentz vor allem auf die Entwicklungsgeschichte, anatomische Systematik und geographische Verbreitung der Moose. Gemeinsam mit Wilhelm Philipp Schimper begründete er die Geographie der Moose als Ergänzung der bereits etablierten Pflanzengeographie und zusammen mit Ludwig Molendo (1833–1902) führte er zahlreichen Sammelreisen, vor allem in die Alpen, durch. Durch seine anatomischen und entwicklungsbiologischen Studien führte er die Erfassung einer Reihe von morphologischen Kriterien wie etwa den Blatt- und Stängelquerschnitt in die systematische Forschung der Moose ein.
Das Hauptwerk von Paul Günther Lorentz lag in seinen zahlreichen botanischen Sammlungen, in denen er über 1000 der Wissenschaft neue Arten aufsammelte. Er war der erste Botaniker, der ausgedehnte und wissenschaftlich orientierte Reisen in Argentinien durchführte. Dabei reiste er 1871/72 gemeinsam mit dem Geologen Alfred Wilhelm Stelzner (1840–1895) in die Gebirgsregionen von Tucumán und Catamarca bis zur Laguna Blanca. 1872/74 reiste er durch die Provinz Jujuy, 1879 durch die Pampas bis zum Río Negro und 1881 in die Sierra Ventana bei Bahía Blanca. Seine Sammlungen wurden von unterschiedlichen Experten wie August Grisebach (Gefäßpflanzen) und Karl Müller-Halle (Moose) bearbeitet; allein bei seinen ersten beiden Reisen sammelte er mehr als 3000 Gefäßpflanzen, von denen 567 der Wissenschaft bis dahin unbekannt waren. Zu den neuen Arten gehörten zudem 22 Flechten- und 480 Laubmoosarten.
Er war zudem der erste, der die Vegetationsgebiete Argentiniens beschrieb und eine pflanzengeographische Karte des Landes anfertigte.
Er ist Erstbeschreiber der nach dem Bryologen Jakob Juratzka benannten Moos-Gattung Juratzkaea Lorentz 1866.

## Würdigung
Paul Günther Lorentz ist der Namensgeber des Botanischen Gartens Parque Botánico Andino „Paul Günther Lorentz“ in San Fernando del Valle de Catamarca, Catamarca, in Argentinien.

## Schriften
- Beiträge zur Biologie und Geographie der Moose, München 1860 (Promotionsschrift)
- Moosstudien, Leipzig 1864
- Verzeichnis der europäischen Laubmoose, Stuttgart 1865 (Digitalisat des Real Jardín Botánico)
- Grundlinien der vergleichenden Anatomie der Laubmoose. In: Jahrbuch für wissenschaftliche Botanik 6, 1867; S. 863–466.
- Studien zur Anatomie des Querschnitts der Laubmoose, Berlin 1869
- Die Vegetationsverhältnisse der Argentinischen Republik. In: Richard Napp: Die Republik Argentinien. Buenos Aires 1876; S. 86–149.
- La vegetación de la prov. de Entre-Rios, 1978

## Belege

### Zitierte Belege
1. ↑  Lorentz, Paul(Pablo) Günther (1835-1881). In: IPNI. Abgerufen am 21. Juni 2024 (englisch).
2. ↑  Homepage des Parque Botánico Andino „Paul Günther Lorentz“. Abgerufen am 22. Oktober 2008.